# 垃圾電郵

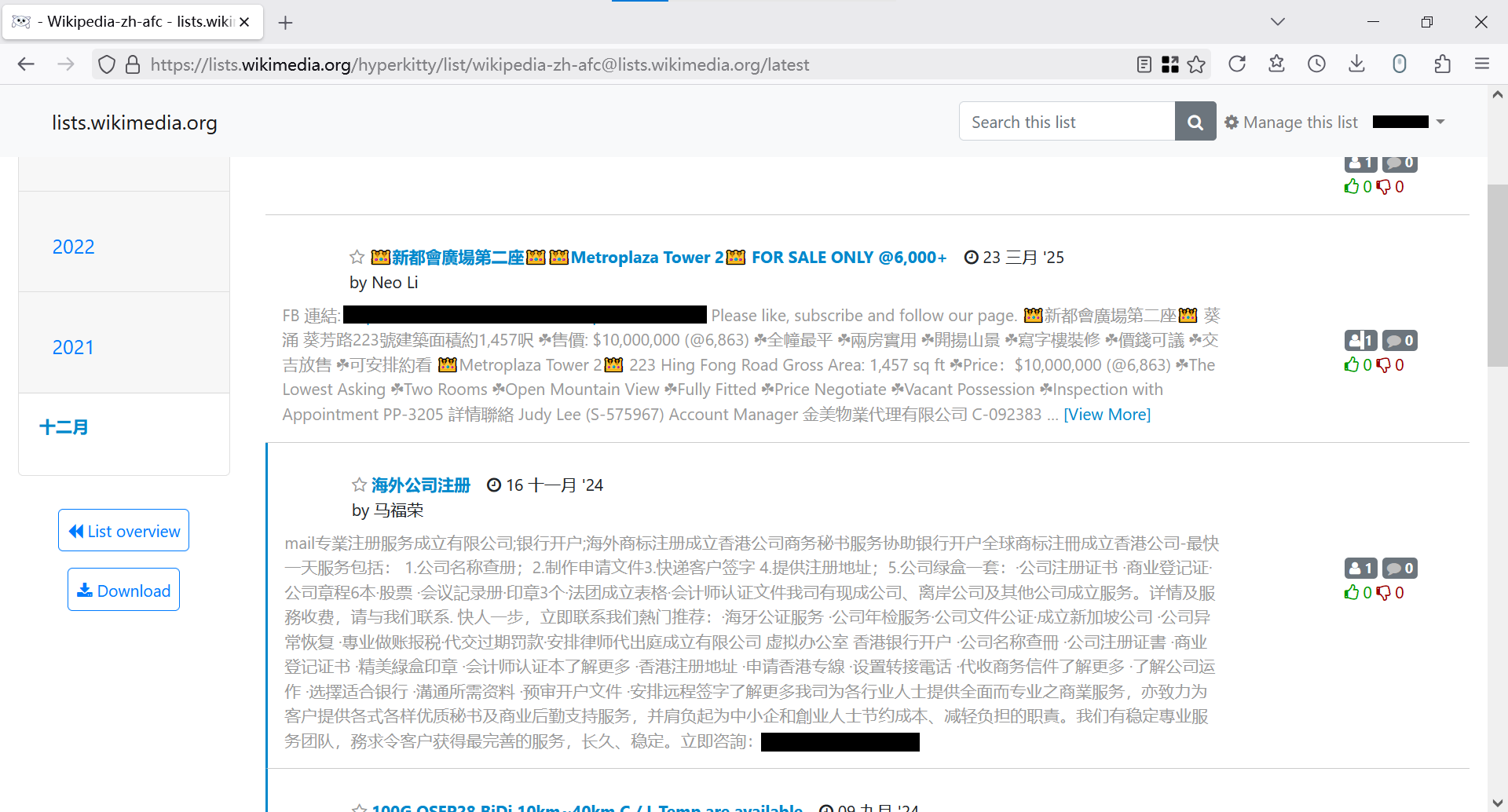
发送至维基媒体邮件列表里的垃圾邮件

垃圾電郵（英語：或email spam）是濫發電子訊息中最常見的一種，指的就是“不請自來，未經用戶許可就塞入信箱的電子郵件”。

## 特性
垃圾电邮的主要特性包括：
1. 未經消費者的同意
2. 與消費者需求不相關
3. 以詐欺的方式騙取郵件地址
4. 攻擊性的廣告：例如誇張不實，包括情色、釣魚網站
5. 散布的數量龐大。

垃圾电邮的防制：
1. 設置多重E-Mail：將重要的E-Mail只通知給認識的人，而與廠商交易、較危險的，則利用其他較不重要、不在意且較少使用、打開的信箱
2. 少公布自己的E-Mail，甚至在自己的網站上，也應審慎斟酌，以其他方式告知
3. 利用防制SPAM的軟體。此外，ISP亦有責任來阻斷其上的SPAM網站。

## 來源
“SPAM”最初是一個午餐肉的牌子。對於這個牌子的名字來源有很多解釋，官方版本說它是“Specially Processed Assorted Meat”，特殊加工過的混合肉。這種SPAM在二戰後糧食短缺的歐美非常普及，已到了無處不在而令人厌恶的程度。1970年蒙提·派森中有個喜剧小品就叫Spam，劇中兩位顧客試圖點一份沒有SPAM的早餐，但却无法如愿。在互联网流行后，Spam被用來稱呼互聯網上遍布的垃圾郵件。

## 技术

#### 附件
如果营销人员有某个包含客户姓名、地址和电话号码的数据库，他们可以付费将自己的数据库与包含电子邮件地址的外部数据库进行匹配，其公司就有办法向那些未要求接收电子邮件，甚至是主动隐瞒邮件地址的人发送电子邮件。

## 歷史
最早出現的濫發電子信息源自垃圾傳真（Spam Fax），至今許多商業機構每天仍然會收到大量廣告傳真。此外，近年垃圾電郵（Spam Email）的問題也相當嚴重，有調查報告指出，於用戶收到的電郵之中，平均有60%至90%均是垃圾郵件。這些垃圾郵件除了廣告以外，部分更包含詐騙內容，甚至包含了間諜軟體、木馬程序等，以盜取用戶的私人資料。
在垃圾電子郵件出現之前，美國一位名為桑福德·華萊士（或稱Spamford或「垃圾福」）的人，成立了一間公司，專門為其他公司客戶提供收費廣告傳真服務，由於惹起接收者的反感，以及浪費紙張，於是美國立法禁止未經同意的傳真廣告。後來垃圾福把廣告轉到電子郵件，垃圾郵件便順理成章地出現。
垃圾邮件一般具有批量发送的特征。内容包括赚钱信息、成人广告、商业或个人网站广告、电子杂志、连环信等。垃圾邮件可以分为良性和恶性的。良性垃圾邮件是各种宣传广告等对收件人影响不大的信息邮件。恶性垃圾邮件是指具有破坏性的电子邮件。
一些有心人會從網上多個BBS論壇、新聞組等收集網民的電腦地址，再售予廣告商，從而發送垃圾郵件到該些地址。在這些郵件，往往可找到「從收信人的清單移除」的連結。當使用者依照連結指示去做時，廣告商便知道該地址有效，使用者便會收到更多垃圾郵件。
隨著垃圾郵件的問題日趨嚴重，多家軟件商也各自推出反垃圾郵件的軟體。但「道高一尺，魔高一丈」，垃圾郵件的格式更加日新月異，以避過此類軟體的偵測。
現時，多個國家已立法，試圖設法杜絕垃圾郵件。不少網絡服務供應商的服務政策也有包含反垃圾郵件，並設立用作投訴的電郵地址。也有一些網上團體，提供郵件分析及代客送往相關的ISP作出投訴的服務。

## 資料來源
1. ↑  刘向晖. . . 清华大学出版社有限公司. 2005: 150  [2018-02-09]. ISBN 9787302109075.
2. ↑  West, Bob. . Clueless Mailers. 2008-01-19.